# Acraze
Acraze (* 1995 in Staten Island, New York; eigentlich: Charlie Duncker) ist ein US-amerikanischer DJ, Musikproduzent und Songwriter der EDM.

## Leben
Acraze startete seine Karriere im Senior Year seiner High School. Sein Berufswunsch zu jener Zeit war DJ. Seine erste eigene Produktion Pull Up erschien 2017 über 4Bs Sublabel MACA. Er startete als Produzent eher basslastiger Sounds im Stile des Traps und des Dubstep, veränderte seine Musik aber mit den Jahren zur House Music.
Während der COVID-19-Pandemie in den Vereinigten Staaten verfeinerte er seine Musik. 2020 veröffentlichte er Marco Polo, einen Tech-House-Track auf der Kompilation Illegal Mixtape Vol. 3. von Malaa. Sein erstes reines House-Set als DJ spielte er an Neujahr 2021. Schließlich begann er mit alten Stücken herumzuexperimentieren und bearbeitete mehrere Songs, darunter auch Funky Town von Lipps, Inc.
2021 gelang ihm ein globaler Hit mit einer neuen Version von Do It to It der R&B-Gruppe Cherish. Der Track wurde erstmals am Neujahr 2021 in Orlando gespielt und war ab da in den Sets von DJ Snake, Malaa und weiteren bekannten DJs zu finden. DJ Snake bezeichnete den Song bei einem Auftritt in Brooklyn als „Song des Sommers“. Die Singleversion erschien am 20. August 2021 und ging von da an viral. So verwendete Zedd den Song bei seinem Set bei EDC Las Vegas und mischte es mit dem populären Titelsong von Squid Game.
Das Lied erreichte Platz drei der deutschen Charts und platzierte sich außerdem in Österreich in der Top 10 sowie in der Schweiz und Großbritannien in den Top 20.

## Diskografie

### Singles
- 2017: Pull Up
- 2019: Bodies Hit the Floor (mit City Tucker)
- 2019: Face Down
- 2020: Black Lives Matter! (mit City Tucker)
- 2021: Funky Town
- 2021: Do It to It (feat. Cherish)
- 2022: Believe (feat. Goodboys)

### Gastbeiträge
- 2019: 4B – Bang Bang
- 2020: DJ Snake – Frequency 75 (Acraze Remix)
- 2020: Marco Polo auf Illegal Mixtape Vol. 3 von Malaa

## Auszeichnungen für Musikverkäufe
| Goldene Schallplatte - Griechenland - 2022: für die Single Do It to It - Neuseeland - 2022: für die Single Do It to It Platin-Schallplatte - Dänemark - 2025: für die Single Do It to It - Italien - 2022: für die Single Do It to It 3× Goldene Schallplatte - Mexiko - 2022: für die Single Do It to It | 2× Platin-Schallplatte - Kanada - 2022: für die Single Do It to It - Portugal - 2023: für die Single Do It to It - Spanien - 2025: für die Single Do It to It 3× Platin-Schallplatte - Australien - 2023: für die Single Do It to It - Polen - 2024: für die Single Do It to It Diamantene Schallplatte - Brasilien - 2023: für die Single Do It to It - Frankreich - 2025: für die Single Do It to It - Mexiko - 2022: für die Single Do It to It |

Anmerkung: Auszeichnungen in Ländern aus den Charttabellen bzw. Chartboxen sind in ebendiesen zu finden.
| Land/RegionAuszeichnungen für Musikverkäufe (Land/Region, Auszeichnungen, Verkäufe, Quellen) | Gold     | Platin       | Diamant     | Verkäufe  | Quellen                   |
| -------------------------------------------------------------------------------------------- | -------- | ------------ | ----------- | --------- | ------------------------- |
| Australien (ARIA)                                                                            | —        | 3× Platin3   | —           | 210.000   | aria.com.au               |
| Brasilien (PMB)                                                                              | —        | —            | Diamant1    | 160.000   | pro-musicabr.org.br       |
| Dänemark (IFPI)                                                                              | —        | Platin1      | —           | 90.000    | ifpi.dk                   |
| Deutschland (BVMI)                                                                           | —        | Platin1      | —           | 400.000   | musikindustrie.de         |
| Frankreich (SNEP)                                                                            | —        | —            | Diamant1    | 333.333   | snepmusique.com           |
| Griechenland (IFPI)                                                                          | Gold1    | —            | —           | 10.000    | Einzelnachweise           |
| Italien (FIMI)                                                                               | —        | Platin1      | —           | 100.000   | fimi.it                   |
| Kanada (MC)                                                                                  | —        | 2× Platin2   | —           | 160.000   | musiccanada.com           |
| Mexiko (AMPROFON)                                                                            | Gold1    | Platin1      | Diamant1    | 910.000   | amprofon.com.mx           |
| Neuseeland (RMNZ)                                                                            | Gold1    | —            | —           | 30.000    | aotearoamusiccharts.co.nz |
| Österreich (IFPI)                                                                            | —        | 2× Platin2   | —           | 60.000    | ifpi.at                   |
| Polen (ZPAV)                                                                                 | —        | 3× Platin3   | —           | 150.000   | olis.pl                   |
| Portugal (AFP)                                                                               | —        | 2× Platin2   | —           | 20.000    | Einzelnachweise           |
| Spanien (Promusicae)                                                                         | —        | 2× Platin2   | —           | 120.000   | elportaldemusica.es       |
| Vereinigte Staaten (RIAA)                                                                    | —        | Platin1      | —           | 1.000.000 | riaa.com                  |
| Vereinigtes Königreich (BPI)                                                                 | —        | Platin1      | —           | 600.000   | bpi.co.uk                 |
| Insgesamt                                                                                    | 3× Gold3 | 20× Platin20 | 3× Diamant3 |           |                           |